# لويد روبنسون
لويد روبنسون (بالإنجليزية: Lloyd Robinson)‏ (21 ديسمبر 1912 في المملكة المتحدة - 2 أغسطس 1996 في المملكة المتحدة) هو لاعب كريكت بريطاني. لعب مع نادي وارويكشاير للكريكيت ‏.

## وصلات خارجية
- لويد روبنسون على موقع إي آس بي آن كريك إنفو (الإنجليزية)